# Henrici
Henrici ist ein deutscher Familienname.

## Herkunft und Bedeutung
Henrici ist eine latinisierte Variante des Namens Heinrich.

## Namensträger
- Amy C. Henrici (* 1957), US-amerikanische Wirbeltierpaläontologin
- Andreas Henrici (1934–2021), Schweizer Jurist
- Arthur Trautwein Henrici (1889–1943), US-amerikanischer Bakteriologe
- Benedikt Henrici (1749–1799), deutsch-österreichischer Architekt
- Christian Friedrich Henrici (Picander; 1700–1764), deutscher Textdichter
- Emil Henrici (1852–1925), deutscher Lehrer, Germanist und Handschriftenforscher
- Ernst Henrici (Politiker) (1854–1915), deutscher Lehrer, Schriftsteller und Politiker
- Ernst Henrici (Senator) (1866–1926), deutscher Jurist und Politiker (DDP)
- Georg Heinrich Henrici (1770–1851), deutscher Philosoph und Geistlicher
- Gert Henrici (1941–2025), deutscher Romanist, Germanist, Linguist und Hochschullehrer
- Hans Henrici (1895–1960), deutscher Generalmajor
- Heinrich Henrici (1673–1728), deutscher Mediziner
- Johann Christian Henrici (1749–1818), deutscher Rhetoriker und Altertumsforscher
- Johann Jacob Henrici (1656–?), Mediziner
- Johann Josef Karl Henrici (Carl Henrici) (1737–1823), österreichischer Barockmaler
- Julius Henrici (Julius Henrici) (1841–1910), deutscher Lehrer, Mathematiker, Autor
- Karl Henrici (1842–1927), deutscher Architekt
- Karl Ernst Henrici (1879–1944), deutscher Kunst- und Buchhändler
- Karl-Herbert Henrici (1926–1997), deutscher Schriftsteller, siehe Dieter Hasselblatt
- Olaus Henrici (1840–1918), deutscher Mathematiker
- Paul Christian Henrici (1816–1899), Senatspräsident am deutschen Reichsgericht
- Peter Henrici (Mathematiker) (1923–1987), Schweizer Mathematiker
- Peter Henrici (Theologe) (1928–2023), Schweizer katholischer Theologe und Weihbischof
- Reinhold Henrici (1890–1948), deutscher Konteradmiral
- Rudolf Henrici (1892–1971), deutscher Generalmajor
- Siegmund Henrici (1823–1884), deutscher Pfarrer und Autor
- Sigfrid Henrici (1889–1964), deutscher General der Panzertruppe
- Ulrich Henrici (1941–2022), deutscher Bergsteiger und Reiseschriftsteller
- Waldemar Henrici (1878–1950), deutscher Generalleutnant und RAD-Führer